# White Winter Pearmain (manzana)
White Winter Pearmain es una  variedad cultivar de manzano (Malus domestica). 
Un híbrido de manzana, de parentales desconocidos, que se originó con toda probabilidad como una de las muchas plántulas que surgieron durante la colonización europea de América del Norte. Fue transportada hacia el oeste a caballo en algún momento a fines del 1700 o principios del 1800 como madera de vástago a lo que ahora es el estado de Indiana. Las frutas tienen una pulpa tierna, fina y crujiente, con sabor jugoso, dulce, vivaz con un sabor meloso. Zona de rusticidad según el departamento USDA, de nivel mínimo de 5, y máximo de 10.

## Sinonimia
- "Cambellite",
- "Campbellite",
- "Camplellite",
- "Griffin's Pearmain",
- "Pearmain Blanche d'Hiver",
- "Pearmain d'Hiver Blanche",
- "White Pearmain",
- "Winter White Pearmain".

## Historia
'White Winter Pearmain' es una variedad de manzana, híbrido que con toda probabilidad, se originó como una de las muchas plántulas que surgieron durante la colonización europea de América del Norte, muy probablemente en la fértil parte central oriental del continente y uno de sus parentales probablemente fue una manzana estilo "Pearmain". Lo que se sabe es que la manzana, junto con una segunda variedad, fue transportada hacia el oeste a caballo en algún momento a fines del 1700 o principios del 1800 como madera de vástago a lo que ahora es el estado de Indiana. A lo largo del camino, las etiquetas de ambas variedades de esquejes se perdieron, pero se injertaron de todos modos. Cuando finalmente fructificaron, se determinó que ambos eran "Pearmain", uno rojo y el otro pálido, de ahí la referencia temprana al 'Red Pearmain' y al 'White Pearmain'. En 1858, la « American Pomological Society » (Sociedad de Pomología de América) decidió que el 'Red Pearmain' era en realidad el 'Esopus Spitzenburg', mientras que el 'White Pearmain' se parecía a varias variedades pero ninguna podía equipararse. Como resultado, se le dio el nombre de 'White Winter Pearmain'. Sin embargo, todavía se especula sobre sus orígenes y algunas fuentes han sugerido que puede ser una de las "Pearmain" del Viejo Mundo, que posiblemente se remonta a los años 1200 y se trajo a América del Norte a principios del 1700 como pepitas.
'White Winter Pearmain' fue una de las 75 variedades de manzanas adquiridas por Japón en 1871 de los EE. UU. Fue utilizada como el núcleo del programa de mejoramiento de manzanas de Japón que ha estado en curso durante más de un siglo.
'White Winter Pearmain' está cultivada en diversos bancos de germoplasma de cultivos vivos en el mundo en la Estación experimental agrícola del estado de Nueva York, en la National Fruit Collection (Colección Nacional de Fruta) de Reino Unido estuvo cultivada con el número de accesión: 1962-064 y Nombre Accesión : White Winter Pearmain (Graaff) aunque en estos momentos no se encuentre cultivada.

## Características
'White Winter Pearmain' árbol Árbol sano, vigoroso, extendido y de gran porte. Tiene un tiempo de floración que comienza a partir del 13 de mayo con el 10% de floración, para el 18 de mayo tiene una floración completa (80%), y para el 26 de mayo tiene un 90% caída de pétalos. Presenta una floración muy profusa lo que hace necesario un adelgazamiento de los frutos para mantener un buen tamaño de fruta.
'White Winter Pearmain' tiene una talla de fruto de medio a grande; forma redonda oblonga tendiendo a cónico y ligeramente acanalado; con nervaduras muy fuertes; epidermis con color de fondo es verde que madura a amarillo, con un sobre color rojo marrón, importancia del sobre color medio, y patrón del sobre color chapa / moteado, presentando un lavado marrón y cubierto de chapa rojiza más oscuras en la cara expuesta al sol, marcado con pequeñas lenticelas de "russeting" abundantes ligeramente insertadas que son más abundantes hacia el ojo, "russeting" (pardeamiento áspero superficial que presentan algunas variedades) bajo, piel lisa, dura y con una sensación grasosa a medida que madura; cáliz mediano a grande y cerrado, colocado en una cuenca de mediana profundidad y mediana anchura que a veces está arrugada; pedúnculo de longitud media y se encuentra en una cavidad profunda y moderadamente abierta que a menudo está revestida de "russeting". Las lenticelas son abundantes y rojizas, ligeramente insertadas; carne de color blanco, a veces amarillo. Textura tierna, fina y crujiente. Sabor jugoso, dulce, vivaz con un sabor meloso.
Su tiempo de recogida de cosecha se inicia a finales de octubre. Se mantiene bien durante tres meses en cámara frigorífica.

## Progenie
'White Winter Pearmain' es el Parental-Madre de la variedades cultivares de manzana:
- Indo

## Usos
Una buena manzana de postre, también hace buenos pasteles y salsas. A menudo se utiliza para hacer jugo y sidra.

## Ploidismo
Diploide, auto estéril. Grupo de polinización: C, Día 10. Excelente polinizador para otras manzanas.